# 薪島郡
薪島郡（：／ Sindo gun */?）是朝鮮民主主義人民共和國平安北道的一個郡，由位於鴨綠江口的小島組成，包括薪島、緋緞島、西湖島、黃金坪等。是朝鮮最西的領土，也是大韓民國名義上最西的領土。
二十世纪三、四十年代，当时薪岛还很小，绸缎岛基本未成型。
鸭绿江入海口处的绸缎岛本来在江心，按1962年的中朝划界条约规定属于朝鲜一方，但后来该岛在中国一侧的航道被泥沙淤塞，该岛与中国陆地连成一片。鸭绿江入海口就成了朝鲜的“内河”，但条约规定河水为两国共有。 现属朝鲜平安北道薪岛郡，同时为朝鲜经济特区候选地。

## 區劃史
1963年自龍川郡分出，1969年撤，1988年再度恢復。

## 下轄區劃
下分一邑、二勞動者區、一里。
- 薪島邑
- 綢緞島勞動者區
- 西湖勞動者區
- 黃金坪里